# Dinarska četnička divizija
Dinarska četnička divizija bila je četnička postrojba sastavljena od lokalnog srpskog stanovništva u Nezavisnoj Državi Hrvatskoj, na širem području Sjeverne Dalmacije, te obližnjih područja Like i Bosanske Krajine. Djelovala je od 1941. do 1945. godine pod zapovjedništvom Momčila Đujića, bivšega pravoslavnoga svećenika. Zadatci su joj bili kontrola područja u velikoj mjeri naseljenog etničkim Srbima na tromeđi Like, Dalmacije i Bosanske krajine, gdje su provodili etničko čišćenje nesrpskog stanovništva - Hrvata s prostora tzv. "srpskih zemalja" do crte Karlobag-Ogulin-Karlovac-Virovitica. Borbene aktivnosti dinarskih četnika uglavnom se svodila na protupartizanske akcije u suradnji s talijanskim i potom njemačkim okupatorima - koji su četnicima osiguravali opskrbu i plaće; u njima su četnici počinili masovne ratne zločine poput Pokolja u Gatima, Pokolja u Zabiokovlju i Pokolja u Lovreću i raznih drugih.
Od 1942. godine Dinarska divizija je formalno dio četničke Jugoslovenske vojske u otadžbini, te se za postrojbu koristi naziv ''Dinarska oblast''.

## Povijest
Nazvana je po Dinarskoj diviziji bivše kraljevske jugoslavenske vojske koja se raspala za vrijeme Travanjskog rata, a stvorena je od srpskih pobunjenika protiv NDH koji su u ljeto 1941. godine započeli borbu protiv Nezavisne Države Hrvatske.  
Talijani su tijekom lipnja 1941. god. tolerirali (ako ne i organizirali) okupljanje i obuku više stotina naoružanih četnika na području Benkovca i Kistanja koje je bilo pripojeno Italiji; da bi ti četnici potom 28. lipnja 1941. god. napadali pograničnu postaju NDH u Krupi kod rijeke Zrmanje i tom prilikom ubili 14 oružnika NDH i nekoliko ustaša. Nakon toga predstavnici vlasti NDH već 29. srpnja 1941. god. prema uputi Talijana napuštaju Knin - koji u to vrijeme ondje imaju garnizon od čak 5.000 talijanskih vojnika, na području bez veće postrojbe NDH - i prepuštaju vlasti četnika područje Dalmacije sjeverno od Drniša.
Skupina oko Momčila Đujića surađuje s Talijanima - u svojstvu Dobrovoljačke antikomunističke milicije (Milizia Volontaria AntiCommunista, MVAC), koja od talijanskog okupatora dobiva oružje, streljivo i raznu drugu opskrbu, te plaću - te počinje borbu protiv suprotstavljene frakcije ustanika pod vodstvom komunista koja je kasnije postala poznata pod nazivom partizani. 
Krajem listopada 1941. je na području Golubića, Plavna, Strmice i Topolja osnovan puk ''Petar Mrkonjić' pod zapovjedništvom Živka Brkovića, a na području Kosovske doline i dijela Drniške krajine puk  ''Onisim Popović'  pod zapovjedništvom Paje Popovića. Na području Bukovice osnovan je Bukovički četnički odred pod zapovjedništvom Vlade Novakovića. Na području Grahova u obližnjoj BiH je osnovan puk ''Gavrilo Princip'' pod zapovijedanjem Branka Bogunovića. U veljači 1942. godine su zapovjedništva lokalnih četničkih postrojbi poslala svoje predstavnike radi formiranja štaba, koji se inicijalno okupio u Grahovu, uz sudjelovanje talijanskih obavještajnih časnika. U sastav divizije obuhvaćeni su i četnički pukovi  ''Kralj Petar II.'' sa sjedištem u Srbu, te ''Kralj Aleksandar'' sa sjedištem u Drvaru; tako je Divizija imala ukupno oko 3.400 aktivnih pripadnika. Krajem 1942. godine se - sukladno uputama vrha JVuO - umjesto naziva ''puk'' počinje koristiti naziv ''brigada'', a za Dinarsku diviziju naziv ''Dinarska oblast''. Četničke brigade u sastavu te oblasti svrstane su u 501. (Kosovski) i 502. (Dinarski) korpus. Četničke postrojbe u Lici kasnije su bile obuhvaćene posebnim korpusom, najprije pod nazivom ''Velebitski korupus'', a kasnije pod nazivom ''Lički korpus''.
Postrojbe Dinarske četničke divizije su nakon kapitulacije Italije nastavile suradnju s nacističkom Njemačkom. Poražene su od NOVJ (partizana) u Kninskoj operaciji krajem 1944. godine, pritom pretrpjevši teške gubitke. Nakon toga su njeni ostaci - prema uputi Wehrmachta i uz suglasnost vlasti NDH (Pavelić je 21. prosinca 1944. godine izdao zapovijed kojom se omogućava Đujićevim četnicima siguran prolazak kroz Hrvatsku) - od oko 6 tisuća četnika, uz znatni broje srpskih civila prošli Hrvatskim primorjem, pljačkajući, paleći i ubijajući civile putem. Četničke postrojbe su raspoređene u sjevernoj Istri i dijelovima Slovenije, gdje su se spojile s postrojbama ljotićevskog Srpskog dobrovoljačkog korpusa koji je, uz pomoć Nijemaca, koncem 1944. godine evakuiran iz Srbije.
Na kraju rata predala se Dinarska divizija anglo-američkim snagama u Italiji. To im je omogućilo emigraciju u razne zemlje Zapadne Europe, Sjeverne Amerike i Južne Amerike, gdje su čak uspijevali izboriti status tobožnjih boraca protif fašizma. Njihov zapovjednik Momčilo Đujić se nastanio u Chicagu, kao četnički "nadvojvoda", te je imao znatnu ulogu u održavanju velikosrpske djelatnosti u emigraciji i potom u obnovi četništva 1990-ih godina u Srbiji.

## Vanjske poveznice
- Povijest.net  Arhivirana inačica izvorne stranice od 31. srpnja 2010. (Wayback Machine)
- Povijest.net: Unutarnja struktura Dinarske četničke divizije  Arhivirana inačica izvorne stranice od 4. ožujka 2016. (Wayback Machine)
- Povijest.net: Odnos dinarske četničke divizije i vlasti NDH  Arhivirana inačica izvorne stranice od 9. srpnja 2013. (Wayback Machine)